# Pfälzischer MBCL

Der Pfälzische MBCL war ein Dampftriebwagen. Er wurde 1903 auf Bestellung der Pfälzischen Eisenbahnen von der Firma Ganz gebaut, als Dampfwagen I eingestellt und ist baugleich mit dem im gleichen Jahr von den Königlich Bayerischen Staatseisenbahnen beschafften MBCi. Sein Einsatz erfolgte ab dem 17. Mai 1904 auf der Strecke Staudernheim–Odernheim–Lauterecken–Grumbach (sogenannten unteren Glantalbahn). Das Fahrzeug hatte acht Sitzplätze II. Klasse und 24 Plätze der III. Klasse, es konnte bis zu zwei Güterwagen ziehen. Der Einsatz endete 1908, der Triebwagen wurde zuletzt im Oktober 1915 nachgewiesen, sein weiterer Verbleib ist unbekannt.

## Entwicklung
Die Pfälzischen Eisenbahnen erprobten ab 1896 verschiedene „Omnibuswagen mit elektrischem oder Gasmotorenantrieb“. Vom 25. Mai bis 31. Dezember 1896 legten die zwei von der Lieferfirma kostenlos überlassenen Akkumulatortriebwagen auf der schmalspurigen Strecke zwischen Ludwigshafen und Mundenheim 20.796 km zurück und beförderten 72.400 Personen. 1897 betrug die Laufleistung der Fahrzeuge 36.285 km, sie wurden anschließend and Lieferfirma zurückgegeben. Ab 1896 werden auf der Strecke zwei vierachsige „Straßenbahn-Motorwagen“ mit Drehgestellen und Platz für 50 Personen eingesetzt. Im Jahr 1900 folgt der zweiachsige Trambahnwagen III. Am 1. Februar 1904 endet schließlich der „elektrische Motorwagenbetrieb“ mit Inbetriebnahme der städtischen Straßenbahnlinie.
Auch auf den normalspurigen Strecken ab Ludwigshafen, Neustadt, Landau und Schifferstadt verliefen diese „Omnibusfahrten“ erfolgreich. Der Einsatz der Akkumulatortriebwagen endete 1907 aufgrund „begrenzter Aufnahmefähigkeit elektrischer Energie und verhältnismäßig sehr hohem toten Gewichts der Fahrzeuge“.

## Beschaffung
Um neben dem bereits erfolgreichen Betrieb mit Akkumulatortriebwagen auch den mit Dampf betriebenen Omnibusbetrieb testen zu können, beschloss die Verwaltung der Pfälzischen Eisenbahnen 1903 einen solchen Dampftriebwagen bei der Firma Ganz aus Budapest zu beschaffen. Dieser wurde ab 17. Mai 1904 versuchsweise auf der Strecke Staudernheim – Odernheim – Lauterecken-Grumbach, dem nördlichen Teil der Glantalbahn, eingesetzt. Dieser Triebwagen konnte zusätzlich bis zu zwei Güterwagen befördern, erfüllte aber die Erwartungen nicht. Auch eine geplante Bestellung weiterer „Dampfmotorwagen von erheblich stärkerer Zugkraft und Leistungsfähigkeit“ gemeinsam mit den Bayerischen Staatseisenbahnen unterblieb.

## Einsatz
Der pfälzische MBCL wurde ab 17. Mai 1904 versuchsweise auf der Strecke Staudernheim – Odernheim – Lauterecken-Grumbach, dem nördlichen Teil der Glantalbahn, eingesetzt. Wegen häufiger Ausfälle – was vermutlich in der Beschaffenheit des in Odernheim verwendeten Speisewassers begründet war – wurde der Wagen schon zum 1. Mai 1906 in die südliche Pfalz verlegt. Die Laufleistungen und Einsatzstrecken des Dampfwagens I der Pfalzbahn waren:
| Jahr | Laufleistung | Strecken                                  |
| ---- | ------------ | ----------------------------------------- |
| 1904 | 19.053 km    | Verbindungsstrecke Odernheim–Staudernheim |
| 1905 | 25.529 km    |                                           |
| 1906 | 27.428 km    | Neustadt–Winden und Landau–Annweiler      |
| 1907 | 20.426 km    |                                           |
| 1908 | 11.349 km    |                                           |

## Verbleib
Dieser Triebwagen erfüllte die in ihn gesetzten Erwartungen leider nicht. Eine geplante Bestellung weiterer „Dampfmotorwagen von erheblich stärkerer Zugkraft und Leistungsfähigkeit“ gemeinsam mit den Bayerischen Staatseisenbahnen unterblieb daher auch. Der Einsatz des Fahrzeugs endete 1908. Der Wagen ist letztmals in einer Bestandsübersicht vom Oktober 1915 nachgewiesen. Danach verliert sich seine Spur.

## Konstruktive Merkmale

### Untergestell
Das 9.720 mm lange Untergestell war völlig aus Stahlprofilen zusammen genietet. Die äußeren Längsträger bestanden auf U-Profilen mit nach außen zeigenden Flansche. Als Zugeinrichtung besaß der Wagen Schraubenkupplungen die mit einer durchgehenden, mittig gefederten Zugstange verbunden waren. Als Stoßeinrichtung waren Stangenpuffer mit 4-fach geschlitzten Körben und einer Einbaulänge von 615 mm verbaut.

### Laufwerk
Das zweiachsige Laufwerk hatte einen Radstand von 5.500 mm. Die Achsen wurden in aus Flacheisen zusammengenieteten Fachwerkachshaltern mit kurzen, geraden Seitenstreben geführt und lagerten in Gleitachslagern. Der Raddurchmesser aller Achsen betrug 1.006 mm. An einer Achse war der Dampfmotor angeflanscht, die andere Achse war als Vereinslenkachse ausgebildet. Beide Achsen wurden durch jeweils einzeln wirkende Spindelhandbremen beidseitig gebremst.

### Wagenkasten
Der Wagenaufbau war eine Holz-Ständerkonstruktion, die Seitenwände mit Blechen verkleidet. Das Fahrzeug hatte große Fensterflächen die allerdings im mittleren Einstiegsbereich fehlten. Der an einem Wagenende liegende Maschinenraum war durch eine Zwischenwand vom Fahrgastraum getrennt. Ebenso waren die einzelnen Abteile durch Zwischenwände vom mittig gelegenen Einstieg getrennt.

### Fahrgastraum
Dem Einsatz im leichten Personenverkehr angepasst hatte das Fahrzeug einen kleineren Fahrgastraum der II. Klasse mit insgesamt 9 Plätzen, einen großen der III. Klasse mit Holzlattenbänken 24 Plätzen sowie einen Gepäckraum. Eine Toilette war nicht vorhanden. Die Beleuchtung erfolgte mit Öllampen, die Beheizung durch Dampf. Zur Belüftung gab es Torpedolüfter auf dem Dach.

### Maschinenanlage
Im Maschinenraum befanden sich Führerstand, Kessel, Wasserbehälter und Koksbehälter. Der aus zwei ineinander stehenden Einzelkesseln bestehende Dion-et-Buton-Kessel stand in der Fahrzeugmitte. Das Innere der Kessel war gleichzeitig der Füllschacht für den Brennstoff. Der vollständig gekapselte Zweitakt-Verbund-Dampfmotor war direkt an der Antriebsachse angeflanscht. Diese wurde über ein doppeltes Zahnradgetriebe mit Vorgelegewelle angetrieben und hatte zwei Übersetzungen. Die Regelung des Dampfmotors erfolgte über eine Steuerung der Bauart Kluge.